# Triaspis carentica
Triaspis carentica är en stekelart som beskrevs av Lopez 2004. Triaspis carentica ingår i släktet Triaspis och familjen bracksteklar. Inga underarter finns listade i Catalogue of Life.